# Canton de Saint-Gratien
Le canton de Saint-Gratien est une ancienne division administrative française, située dans le département du Val-d'Oise et la région Île-de-France.

## Composition
Le canton de Saint-Gratien était composé de la seule commune de Saint-Gratien (19 226 habitants) depuis 1985. Avant cette date, la ville de Sannois faisait également partie du canton.

## Histoire
Canton créé par le décret du 31/01/1985, en divisant le canton de Sannois, il disparait en 2015.

## Représentation
| Période | Période | Identité          | Étiquette               | Qualité |
| ------- | ------- | ----------------- | ----------------------- | --- |
| 1985    | 2015    | François Scellier | UDF-Radical puis UMP-PR | Directeur divisionnaire des impôts honoraire Maire de Saint-Gratien (1983-2001) Président du Conseil Général (1997-2008) Député (2002-2017) |